# Bogenmühle
Bogenmühle ist ein Gemeindeteil der Stadt Parsberg im Landkreis Neumarkt in der Oberpfalz in Bayern.

## Geographie
Die Einöde liegt rund drei Kilometer nordwestlich des Stadtzentrums von Parsberg im Oberpfälzer Jura der Fränkischen Alb im Tal des Kerschbaches, der durch wasserreiche Karstquellen südlich der Mühle im sogenannten Mühltal entsteht und im ehemaligen Gemeindesitz Darshofen der Schwarzen Laber zufließt. 
Die Mühle ist verkehrsmäßig erschlossen durch eine Gemeindeverbindungsstraße, die in Darshofen von der Kreisstraße NM 32 abzweigt. Eine weitere Gemeindeverbindungsstraße führt von Eglwang aus zur Bogenmühle.

## Ortsnamendeutung
Der Ortsname bedeutet „Mühle am Bogen, an der Biegung“.

## Geschichte
Circa 165 m östlich der Bogenmühle ist ein vorgeschichtlicher Grabhügel vorhanden, der als archäologisches Geländedenkmal ausgewiesen ist.
Die „Pägenmühl/Pogenmuhl“ ist um 1600 in der Karte von Christoph Vogel eingetragen. Sie  unterstand nach Vogel dem pfalz-neuburgischen Pflegamt Velburg. Ein Reichshofratsbeschluss vom 20. August 1714 wies die Mühle  von der Größe eines Viertelhofes jedoch dem Amt Parsberg zu; so erscheint sie auch in den Parsberger Urbaren von 1731, 1732 und 1740. 1766 erhob das Amt Hohenfels vergeblich Anspruch auf die Mühle, die gegen Ende des Alten Reiches, um 1800, zur Reichsherrschaft Parsberg gehörte.
Im Königreich Bayern wurde die Bogenmühle zusammen mit der Christlmühle im Verbund mit dem Dorf Kerschhofen dem Steuerdistrikt Darshofen im Landgericht Parsberg zugegeben. Als mit dem zweiten Gemeindeedikt von 1818 die Ruralgemeinde Darshofen gebildet wurde, gehörte auch zu dieser die Bogenmühle. Diese Gemeinde des Landkreises Parsberg wurde im Zuge der Gebietsreform in Bayern aufgelöst; ihre Gemeindeteile kamen am 1. Juli 1971 in die nunmehr dem Landkreis Neumarkt  i. d. Opf. zugehörende Stadt Parsberg. Dadurch wurde die Einöde Bogenmühle ein amtlich benannter Ortsteil von Parsberg.
1890 wurden die drei Wasserräder der Mühle  durch ein oberschlächtiges Wasserrad ersetzt. 1913 wurde dieses durch eine Francis-Turbine ersetzt; deren Strom trieb nunmehr die Mühle an. 1958 wurde der Mahlbetrieb eingestellt. Seitdem wird das Anwesen als bäuerlicher Hof geführt.

### Einwohner- und Gebäudezahl
- 1861: 8 Einwohner, 3 Gebäude,[11]
- 1871: 9 Einwohner, 4 Gebäude; Großviehbestand 1873: 2 Pferde, 8 Stück Rindvieh,[12]
- 1900: 11 Einwohner, 1 Wohngebäude,[13]
- 1925: 10 Einwohner, 1 Wohngebäude,[14]
- 1950: 9 Einwohner, 1 Wohngebäude,[15]
- 1961: 6 Einwohner, 1 Wohngebäude,[16]
- 1970: 5 Einwohner.[17]
- 1987: 0 Einwohner

### Kirchliche Verhältnisse
Die Einöde gehörte um 1600 zum Sprengel der zu dieser Zeit (1543–1618)  unter Pfalz-Neuburg lutherischen Pfarrei Daßwang. Die seit der Gegenreformation wieder katholische Pfarrei Daßwang gehört zum Bistum Eichstätt.